# Maria Lukrecja Bobrius-Kręcka
Maria Lukrecja Bobrius-Kręcka (ur. 14 czerwca 1887 w Borzestowie, zm. 17 sierpnia 1937 w Wejherowie) – polska działaczka społeczna i niepodległościowa, patriotka, nauczycielka.

## Życiorys
Urodziła się w rodzinie drobnoszlacheckiej herbu Bończa Odmienna jako córka Konstantego Kręckiego i Lukrecji Warzewskiej. Była siostrą działacza niepodległościowego Franciszka Kręckiego. Podjęła naukę w Zakładzie Najświętszej Maryi Panny Anielskiej w Kościerzynie. Po zdaniu matury w Gdańsku studiowała we Fryburgu. Należała do Towarzystwa Młodokaszubów, a od 1921 roku do Bractwa Pomorskiego. Od 1920 roku uczyła języka francuskiego w Państwowym Gimnazjum Męskim im. Króla Jana III Sobieskiego w Wejherowie. Działała społecznie, założyła koło teatralne i zainicjowała powstanie Towarzystwa Czytelni Ludowych w Wejherowie. Działała też w harcerstwie, Białym Krzyżu i Kole Łączności z Rodakami na obczyźnie. Zarządzała Towarzystwem Miłośników sceny oraz przyczyniła się do powstania teatru kaszubskiego w Wejherowie. Zmarła przedwcześnie, została pochowana na starym cmentarzu w Wejherowie